# Fiestas Patrias de Perú
Las Festividades patrióticas por la independencia de la República del Perú —de forma simple llamadas Fiestas Patrias de Perú— son las celebraciones nacionales anuales que se llevan a cabo en todo el territorio de Perú para conmemorar la emancipación peruana del Imperio español y el inicio de la formación del país sudamericano como un Estado soberano.
Las Fiestas Patrias equivalen al día nacional de otros países y Perú es, junto con Chile, una de las dos naciones que utilizan este término de manera oficial para celebrar el día de la independencia.

## Descripción

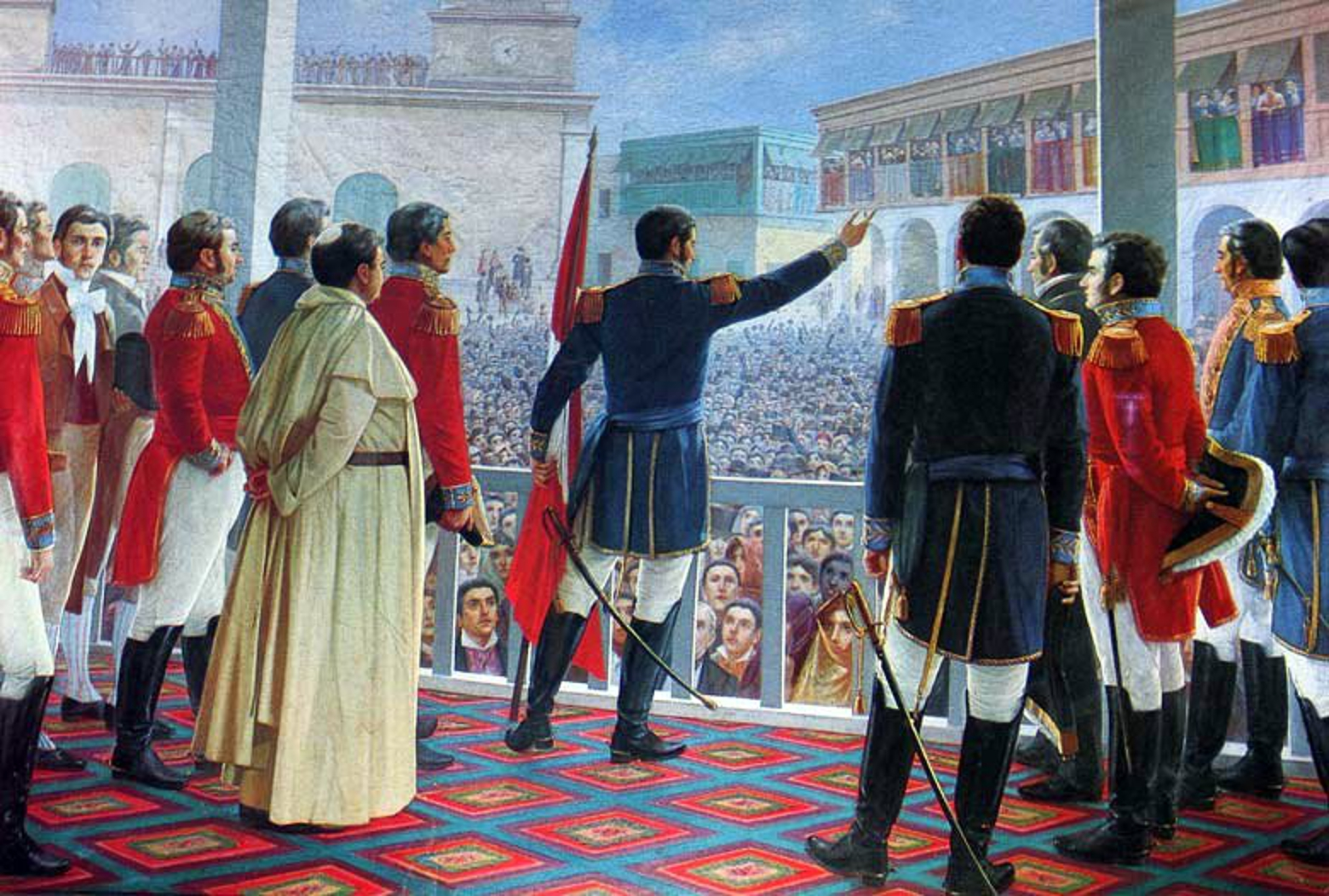
Proclamación de la Independencia del Perú (1904), por Juan Lepiani

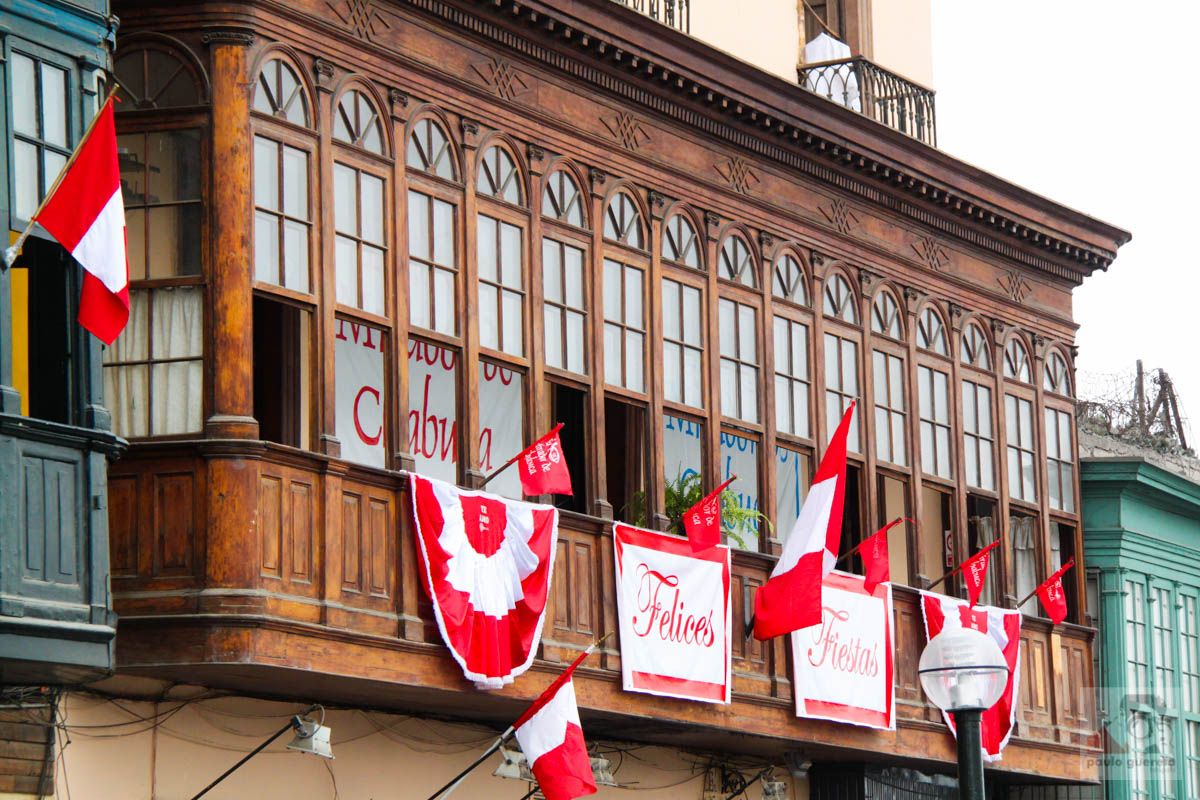
Balcones en la Alameda Chabuca Granda adornados con banderas y escarapelas.

Estas celebraciones constan oficialmente de tres días:
- El 28 de julio, en conmemoración a la declaratoria de Independencia en la Plaza Mayor de Lima por parte del Libertador José de San Martín[4] (el Acta de Independencia del Perú se firmó el 15 de julio de 1821).
- El 29 de julio, la Gran Parada Militar en honor a las Fuerzas Armadas de la República del Perú y a la Policía Nacional del Perú.
- El 30 de julio, la ceremonia de Acción de Gracias por el Perú con presencia del presidente de la República y las más altas autoridades.

Cabe destacar que, durante el siglo XIX, las fechas conmemorativas más importantes eran el 28 de julio (Declaración de la Independencia), el 9 de diciembre (batalla de Ayacucho) y la fecha de cambio de mando presidencial.
Las Fiestas Patrias de Perú coinciden con la semana de vacaciones que tienen las escuelas y algunas instituciones. Son, junto con la Navidad y la Semana Santa, la mayor y principal celebración del año para los peruanos, y es usual que durante estas festividades los comercios generen tantas ganancias como en diciembre.
El turismo interno y externo crece especialmente en estas fiestas ya que con los feriados, la gente suele visitar diversas zonas turísticas del Perú y ser parte de estas celebraciones.

### Uso de la bandera
Aunque no es obligatorio, durante todo el mes de julio muchas casas, establecimientos, instituciones públicas y privadas, escuelas y restaurantes, entre otros, usan una bandera.
El uso de la bandera nacional solo es obligatorio desde el 27 al 30 de julio en todos los edificios particulares entre las 8 y las 18 horas, según la ley 15253. Las personas que no cumplan con esta norma deben pagar una multa de entre 54 y 1800 nuevos soles.

## 28 de julio
Cada 28 de julio se conmemora el día en que San Martín proclamó la Independencia del Perú. El amanecer del 28 es saludado con una salva de veintiún cañonazos, como preámbulo de la ceremonia del izamiento de la bandera.

### Presidente de la República
En su calidad de jefe de Estado, el presidente de la República del Perú cumple con los actos oficiales por el Aniversario de la Independencia Nacional, como la Misa y Te Deum, la Sesión Solemne del Congreso, donde da el Mensaje a la Nación, el Saludo al presidente y la Parada y Desfile Militar.

#### Misa y Te Deum ecuménico
A las 08:00 del 28 de julio, el arzobispo de Lima celebra oficialmente la misa y el Te Deum, himno de agradecimiento a Dios, como manda la Iglesia católica. A la misa acuden las personalidades más importantes junto con el presidente de la República.

#### Invitación al Congreso
En la mañana del 28 de julio, representantes del Congreso de la República del Perú, se dirigen hasta Palacio de Gobierno para invitar al presidente para que pronuncie el tradicional Mensaje a la Nación en el Congreso. La comitiva del Poder Legislativo peruano puede estar encabezada por cualquier congresista designado para el caso o por el propio presidente del Congreso.

#### Recorrido hasta el Congreso
Una vez que ha sido invitado, el presidente sale con rumbo hacia la sede del Congreso de la República en vehículo y muy rara vez lo hace a pie. El primer mandatario puede escoger ir en una limusina cerrada o en un carro con techo abierto, acompañado del antiguo contingente del Regimiento de Caballería «Glorioso Húsares de Junín» N° 1 - Libertador del Perú guardia del presidente, actualmente la escolta presidencial a partir de 2012 es el Regimiento de Caballería de «Guardias Dragones Mariscal Domingo Nieto», uniformados de gala y con sus sables, lanzas tradicionales y fusiles FAL.
El recorrido se da por las cinco primeras cuadras del tradicional jirón Junín hasta el Palacio Legislativo del Perú. Es usual que en este recorrido, los simpatizantes del presidente lo acompañen durante el trayecto, le avienten flores y lo saluden con efusión. Durante el gobierno de Alejandro Toledo, el trayecto se hizo casi siempre en carro descubierto. Una vez que llega a la sede del Legislativo, entra al Palacio por el Hall de los Pasos Perdidos, donde el presidente del Comando Conjunto de las Fuerzas Armadas del Perú le rinde honores a su alta investidura; luego entra a la sala principal o sala de sesiones, en donde se encuentra el pleno.

#### Mensaje a la Nación
Tras los honores, el presidente comienza con su Mensaje a la Nación por Fiestas Patrias, en el que se rinden cuentas al Estado de todo lo realizado durante el año. El presidente comenta los logros culturales, económicos, sociales y demás. Cabe destacar que si un nuevo presidente ha sido electo, el 28 de julio asume sus funciones y también da su primer discurso al país como nuevo gobernante supremo.
Tras el mensaje, los invitados son trasladados a la sala Miguel Grau del Palacio Legislativo, donde los camareros del Hotel Maury convidan el ponche de los libertadores.

#### Regreso al Palacio de Gobierno
Una vez terminado su mensaje, el presidente retorna al Palacio de Gobierno del Perú caminando junto con la primera dama, los vicepresidentes y los miembros de su gabinete ministerial para luego seguir con más ceremonias oficiales.

## 29 de julio

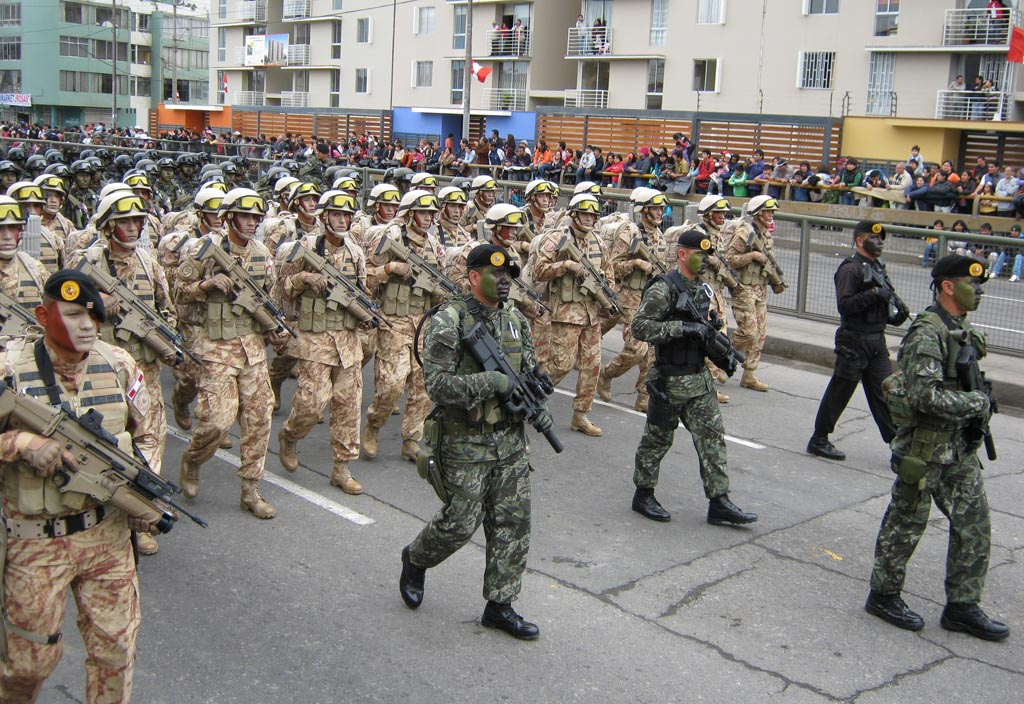
Primera Brigada de Fuerzas Especiales durante la Gran Parada Militar de 2011.

El día 29 de julio, las celebraciones son realizadas en la mayoría durante la mañana, aunque las celebraciones propias se realizan durante la tarde.

### Gran Parada Militar
Se lleva a cabo en la avenida Brasil, y en esta ceremonia participan las Fuerzas Armadas y Policiales del Perú. A lo largo de las avenidas, se instalan palcos con toldos de color rojo y blanco, en alusión a los colores patrios.
Durante la ceremonia desfilan representantes de las tres ramas y la Policía Nacional, junto con los invitados. Cada institución castrense es acompañada por su respectiva banda. Asimismo, se muestra parte del material bélico de Perú, aunque los armamentos más especializados no son mostrados como política de defensa. El personal desplegado es mínimo y la seguridad extrema.

## 30 de julio

### Ceremonia de Acción de Gracias por el Perú
Mediante el decreto supremo 079-2010-PCM, dictado durante el gobierno de Alan García, se dispuso incluir, dentro de las actividades oficiales del presidente de la República por Fiestas Patrias, su concurrencia a la Ceremonia de Acción de Gracias por el Perú cada 30 de julio, dándole carácter oficial a esta ceremonia que se venía llevando a cabo desde 2006.
El expresidente Alan García concurrió a esta ceremonia durante todos los años de su mandato, mientras que el expresidente Ollanta Humala solo lo hizo en 2015. En 2016, año del inicio de su mandato como presidente de la República, Pedro Pablo Kuczynski, junto con varios de sus ministros, asistió a esta ceremonia. Su concurrencia se repitió en 2017, aunque entonces la ceremonia se llevó a cabo el 29 de julio de conformidad con el decreto supremo 069-2017-PCM.